# Jared Newson
Pour les articles homonymes, voir Newson.
Jared Newson, né le 26 septembre 1984, à Belleville, en Illinois, est un joueur américain de basket-ball. Il évolue aux postes d'arrière et d'ailier.

## Biographie

### Carrière universitaire
Il passe sa première année universitaire au STLCC-Forest Park pour la saison 2002-2003.
Puis il part à l'université de Tennessee-Martin où il joue pour les Skyhawks entre 2003 et 2006.

### Carrière professionnelle
Le 28 juin 2006, il n'est pas sélectionné lors de la draft 2006 de la NBA. Il signe alors son premier contrat professionnel en Allemagne au Bayer Leverkusen.
Le 1er octobre 2007, il signe un contrat avec les Mavericks de Dallas mais il est libéré le 24 octobre avant le début de la saison.
Le 5 novembre 2009, il est sélectionné à la 13e position du 4e tour de la draft 2009 de D-League par le Jam de Bakersfield. Le 15 décembre 2009, en raison de sa blessure, il est libéré par le Jam. Le 19 décembre, il ré-intègre l'effectif. Le 27 janvier 2010, il part au Skyforce de Sioux Falls via un transfert.
Le 13 juin 2013, il signe à Saint-Vallier. Le 2 juillet 2013, il signe au Porto Rico, chez les Brujos de Guayama pour la fin de saison 2012-2013. Le 2 janvier 2014, il est licencié par Saint-Vallier et retourne en Finlande au Joensuun Kataja.
Le 16 septembre 2014, il part en Allemagne et signe chez les Crailsheim Merlins. Le 13 octobre 2014, après quatre matches avec le club allemand, il est licencié. Le 18 novembre 2014, il est recruté pour six semaines par le Basket Club d'Orchies durant la blessure de Djordje Petrovic mais il est finalement prolongé jusqu'à la fin de la saison 2014-2015. Le 9 juin 2015, le club nordiste prolonge son contrat d'un an.
Le 5 août 2016, il rejoint le CEP Lorient en Nationale 1. Le 12 novembre 2016, lors de la victoire des siens après prolongation contre le SAP Vaucluse, il termine la rencontre avec 24 points, 10 rebonds, 4 passes décisives et 6 interceptions pour 40 d'évaluation.
Le 28 juin 2017, il prolonge son contrat d'un an avec Lorient. Au terme de la saison 2017-2018, il décide de quitter le club breton.
Le 8 octobre 2018, il signe un contrat de six semaines avec l'ALM Évreux Basket en tant que pigiste médical de Drake Reed.

## Palmarès
- All-OVC First Team - 2006
- All-OVC Third Team - 2004